# Cristo Luz
Cristo Luz (en portugués, Cristo Luz) es una estatua de Jesucristo en el balneario brasileño Balneário Camboriú. Se inauguró el 4 de octubre de 1997.
Su construcción se llevó a cabo a través de una asociación entre el sector privado, una organización pública y Carlos da Rosa, propietario del área. Ubicada a 150 metros de altura en una de las colinas de la ciudad, la estatua mide 33 metros de alto, 22 metros de ancho y pesa 528 toneladas. Tallado en argamasa y construido en hierro, acero y cemento,  es un poco más pequeño que el mundialmente famoso Cristo Redentor de Río de Janeiro.
El rasgo distintivo de Cristo Luz es el "cañón" de luz que lleva en uno de sus brazos, cuya luz alcanza varios kilómetros e ilumina la ciudad por la noche. El Cristo Luz se ilumina por la noche, también tiene luces de colores en su cuerpo que cambian periódicamente. Además de la vista panorámica de la ciudad y del propio monumento, el complejo incluye atracciones como la cueva de Nossa Senhora Aparecida, restaurante, pabellón de eventos, un playground para niños y tiendas.

## Galería de imágenes

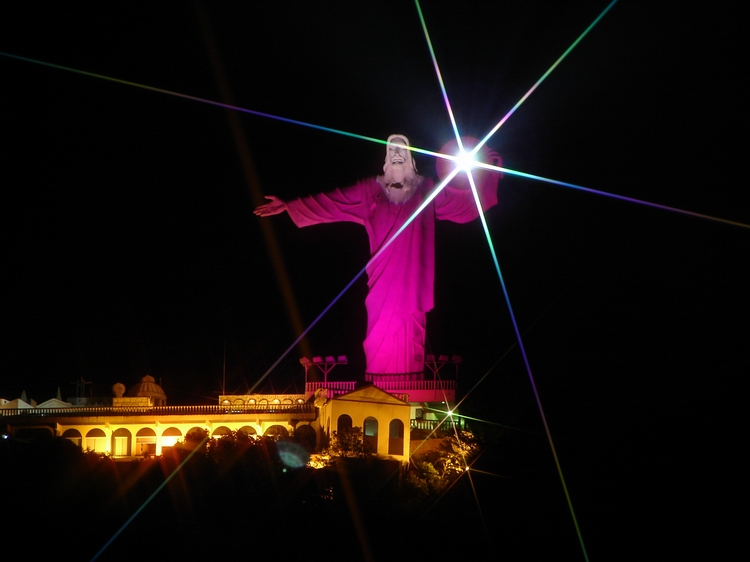
La estatua iluminada de noche.
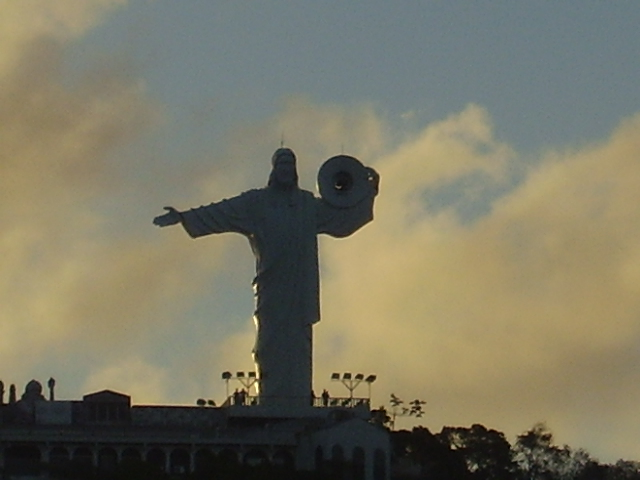
Durante el atardecer.